# العازمي (الطويلة)

تعديل مصدري - تعديل

العازمي هي إحدى قرى عزلة لاعة بمديرية الطويلة التابعة لمحافظة المحويت، بلغ تعداد سكانها 93 نسمة حسب تعداد اليمن لعام 2004.